# Tomáš Baťa

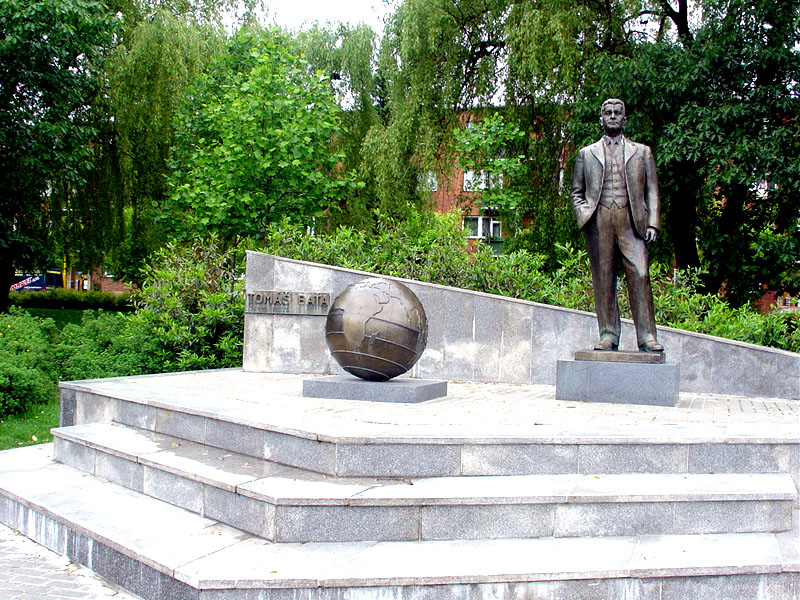
Socha Tomáše Bati v Otrokovicích

Tomáš Baťa (3. dubna 1876 Zlín – 12. července 1932 Otrokovice) byl československý podnikatel, „král obuvi“ – tvůrce světového obuvnického impéria, starosta Zlína (1923–1932) a veřejný činitel.
Spolu s bratrem Antonínem ml. a sestrou Annou založil v roce 1894 ve Zlíně obuvnickou firmu Baťa a postupně z ní vytvořil rozsáhlý komplex výroby, obchodu, dopravy, služeb a financí, byl jedním z největších podnikatelů své doby. Zavedl originální metody řízení výroby a obchodu a také systém motivace pracovníků (Baťova soustava řízení), dokázal ovlivnit množství budoucích ekonomů. Jeho postupy byly na tehdejší podnikání revoluční a jsou stále užívány jako příklady top managementu.[zdroj?] Rozsahem svých aktivit (35 oborů výroby, obchodu, dopravy, služeb a financí) působil na úroveň podnikání v Československu, nízkými cenami svých bot ovlivnil profil spotřebního průmyslu.
Spolu s budováním svého továrního areálu dokázal podle svých představ přebudovat město Zlín. Jako jeho starosta prosadil koncepci zahradního města s originální funkcionalistickou architekturou; ze Zlína se tento styl šířil spolu s Baťovými továrnami do dalších míst v Československu, Evropě a Severní Americe. Vytvořil rozvětvený vzdělávací systém. Své zaměstnance motivoval k využívání zdokonalovacích kurzů celoživotního vzdělávání, zřídil pro ně odbornou školu (Baťova škola práce pro Mladé muže a Mladé ženy). Jako starosta Zlína prosadil zavedení experimentálních forem veřejného školství (zlínské pokusné školství). Zřízením nemocnice ve Zlíně položil základy k moderní péči ve městě a regionu. Prosazováním projektů dálkové železniční, letecké, říční a silniční dopravy mířil ke zlepšení soustavy komunikací v rámci zlínského regionu i celého Československa.
Velkou celoživotní oporou Tomáše Bati, jak v soukromém životě, tak i v podnikání, byla jeho žena Marie, vídeňská Češka z významné rodiny. Její otec měl titul císařského rady. Byla velmi činnou v sociální a zdravotní sféře. Díky svým aktivitám se stala velmi uznávanou osobností ve Zlíně.

## Dětství
Tomáš Baťa pocházel z rodiny, která se po staletí zabývala ševcovstvím. První zmínka o ševci jménem Lukáš Baťa (Batiu, Batiku, Batu) je z roku 1667. V sousedních Želechovicích je již roku 1644 téhož příjmení (snad významem „táta“) Jánoš Baťů a Jan Batík a již roku 1580 Václav Batiů. Tomáš, třetí dítě Antonína Bati, se narodil 3. dubna 1876 ve Zlíně v Dlouhé ulici. Ve věku 8 let mu zemřela matka. O dva roky později se jeho otec rozhodl znovu oženit a zároveň přestěhovat rodinu a živnost do Uherského Hradiště – čtvrti Rybárny. Tomáš tak přešel do tamní školy, kde se místo českého jazyka vyučoval jazyk německý.

## První řemeslnické krůčky
Už ve věku 12 let se začal zajímat o řemeslo. A to nejen jak boty vyrábět, ale také jak je co nejlépe prodat. V té době už v podstatě ovládal vše, co mu k živnosti ševce postačovalo. Ve 14 letech odešel mladý Tomáš z domova. Proti vůli svého otce odjel do Prostějova, kde pracoval u firmy Fäber vyrábějící ševcovské stroje. Tam se velmi zajímal o stroje ulehčující a zrychlující práci ševců. Brzy však dostal výpověď, protože se jeho zaměstnavatelé obávali konkurence. Tomáš se vrátil do otcovy dílny, ale po vzájemné neshodě odjel bez peněžních prostředků do Vídně za svou sestrou Annou. Ta mu finančně vypomohla a mladý Tomáš začal podnikat na vlastní pěst ve vlastní dílně. Jeho horlivost po zisku byla ovšem záhy ukončena neznalostí tamějšího trhu. Navíc neměl úřední povolení vykonávat řemeslo. Proto se v doprovodu svého otce vrátil zpět do Uherského Hradiště – Rybáren, kde se v domě čp. 2 stal obchodníkem.

## Podnikatelské začátky
V roce 1894 se nechali všichni sourozenci, nejstarší Antonín, sestra Anna a nejmladší Tomáš, vyplatit svým otcem z rodinného podniku. Od své zesnulé matky dostali věno 800 zlatých, se kterým ve Zlíně založili obuvnickou živnost, ohlášenou na nejstaršího sourozence Antonína Baťu ml. Podle tehdejších norem nebyl totiž Tomáš ještě plnoletý. Původně žádali o povolení obuvnické živnosti v Uherském Hradišti, kde jim město jejich záměr provozovat živnost na výrobu obuvi a vybudovat obuvnický podnik nepovolilo. Ve Zlíně však získali pro své podnikání pochopení a souhlas k zahájení výroby obuvi. Tím město Zlín posvětilo, aniž by o tom radní dopředu věděli, založení základů budoucího obuvnického komplexu. Sourozenci Baťovi zpočátku vyráběli valašskou prošívanou houněnou obuv na symetrickém kopytě. (Jde o stejný tvar kopyta pro levou i pravou nohu). Při její výrobě využívali především práce domácích dělníků. Zaměstnávali okolo 10 dělníků, kteří museli pracovat fixní pracovní dobu, za kterou dostávali pravidelnou týdenní mzdu. Tento způsob řízení podniku byl na tu dobu velice neobvyklý, ale také velmi průkopnický.
V létě 1895 byl veškerý jejich majetek zastaven na splátky a směnky, které už nebylo možné platit. Začaly jim hrozit žaloby ze stran věřitelů. Přišla krize a Baťovi zjistili, že jsou na dně. Když Antonín odešel „na vojnu“, ujal se vedení podniku Tomáš. Pokusil se zbavit dluhů a to způsobem, který sám popisuje těmito slovy:
„Brzy si mne práce podrobila celého. Všechno požehnání mého života počalo se tohoto dne. Pochopil jsem svoji pošetilost v napodobování lenošných lidí, ať pánů či nepánů. Vykonáváním všech dělnických prací našel jsem cesty, které vedly k úspoře materiálu i zjednodušení dělníkovy práce… Suroviny nosil jsem na zádech z otrokovického nádraží od půlnočního vlaku, deset kilometrů od Zlína. Do rána jsem s jedním dělníkem nakrájel materiál a ráno vydal dělníkům. Dělníci pracovali ve dne v noci, až bylo dílo hotovo. Pak zase dělníci vyspávali a já jel v noci odvézt zboží, dovézt novou surovinu a i peníze na výplatu… Sám jsem nakupoval materiál, sám jej pořezal nebo střihal, sám rozdělil mezi dělníky, sám přijal a prohlédl pár po páru, sám vyplatil dělníky, sám provedl všechno knihování a vyúčtování…“

## Léta rozkvětu firmy

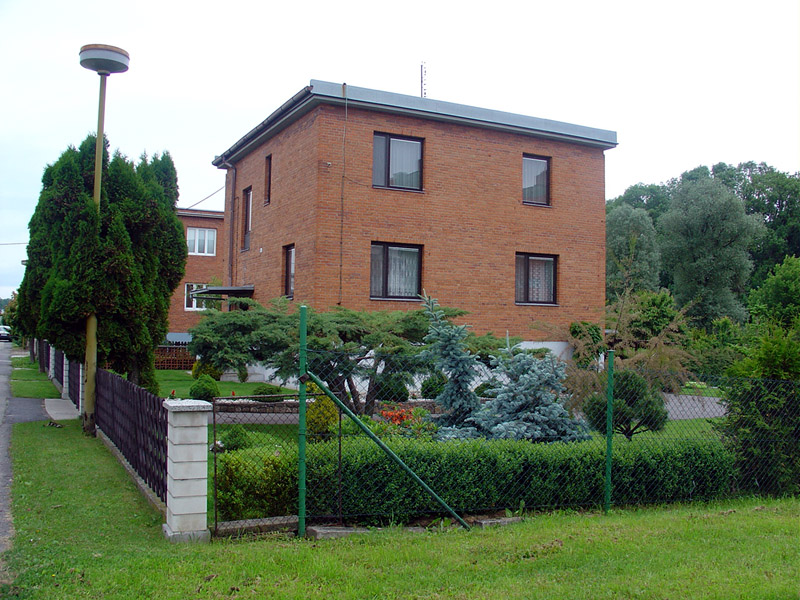
Typické rodinné domky pro zaměstnance Baťových závodů

Do léta 1896 se tvrdě pracující Tomáš a jeho sestra Anna, ekonomická duše firmy, dluhů zbavili. Brzy nato však měla firmu postihnout další pohroma. Firma Koditsch a spol., u níž měli všichni ševci, včetně Baťových, uloženy směnky, zkrachovala. Firmu Tomášova otce to zruinovalo. Tomáš Baťa se ovšem nechtěl vzdát, a proto přišel s inovacemi, které měly tuto situaci vyřešit. Rozhodl se začít šít boty z plátna, které bylo mnohem levnější a dostupnější než pravá kůže. O tzv. „baťovky“ (plátěné boty s koženou podešví a elegantní špičkou z pravé kůže) začal být díky reklamě obrovský zájem. Výroba se rozjížděla ve velkém, proto Baťa roku 1899 zakoupil v Německu první šicí stroje s ručním pohonem.
Anna Baťová, sestra obou bratrů, se zasloužila o prosperitu firmy Baťa. Převzala od bratrů ekonomiku firmy a svým přístupem neumožnila zbytečné plýtvání či nekoncepční rozhazování získaných finančních prostředků. Působila zde do svého provdání r. 1898.
V roce 1897 byly všechny dluhy zaplaceny. Po dokončení stavby železniční trati z Otrokovic do Vizovic postavil Tomáš svou první výrobní budovu později očíslovanou jako budova č. 13, v ní roku 1900 zaměstnával 120 lidí. Postupem času odkoupil další pozemky na území města Zlína, kam začal rozšiřovat firemní infrastrukturu. Tomáš Baťa firmu přejmenoval ke dni 1. srpna 1900 na veřejnou společnost T&A Baťa. Hlavní činnost byla výroba plátěné a houněné obuvi. Firma byla v rozkvětu, ale její spoluzakladatel a bratr Tomáše Antonín Baťa ml. vážně onemocněl tuberkulózou.

## Za zkušenostmi do USA
Tomáš Baťa přenechal na čas vedení podniku svému spolupracovníku Františku Štěpánkovi a rozhodl se odjet do Ameriky, získat nové zkušenosti se způsoby organizace práce, výplaty zaměstnanců a uskladnění polotovarů pro výrobu obuvi. Po skoro půlročním pobytu v USA přijel na jaře 1905 a do Zlína přivezl s sebou nové plány výstavby továrních budov i nadšení pro americký směr managementu. Objednal též nové výkonnější stroje přímo z USA. Po svém návratu začal také Baťa stupňovat požadavky na dělníky: za špatně provedenou práci jim udílel pokuty ve formě srážek ze mzdy. Nepřistoupil na požadavky sociálně-demokraticky orientované odborové organizace, následkem čehož se uskutečnila stávka zaměstnanců. Baťa nastalou situaci vyřešil výpověďmi pro všechny stávkující a na jejich místo přijal nové, nekvalifikované pracovníky.

## Léta v čele firmy
V roce 1908 zemřel těžce nemocný Antonín Baťa. Tomáš zůstal jediným vlastníkem firmy T&A Baťa, jejímž hlavním cílem zůstávala výroba lehkých baťovek. V roce 1910 bylo v podniku zaměstnáno asi 350 dělníků, denně se vyrobilo více než 3000 párů bot. S rostoucím objemem produkce rostla také imigrace nových pracovních sil. Nastal problém, kam všechny dělníky ve Zlíně ubytovat. Proto Baťa začal s výstavbou tzv. Baťových domků. Spolu s nimi vznikly ve Zlíně další budovy, které dnes tvoří charakteristickou architekturu celého města. V roce 1912 přešly obuvnické dílny na výrobu celokožené obuvi. Byly také prováděny opatření k prohloubení racionalizace a intenzifikace práce. Firma uzavírala s dělníky pracovní smlouvy, podle nichž dělníkům, kteří nedosáhli předepsaného pracovního výkonu, účtovala k náhradě tzv. ztráty na režiích. Jinak byli dělníci pokutováni za nedostatečně a špatně provedenou práci. V témže roce se Tomáš Baťa oženil s dcerou správce vídeňské Dvorské knihovny Ferdinanda Menčíka Marií Menčíkovou. Po dvou letech přišel na svět jeho jediný syn Tomáš Baťa mladší.

## Válečné období
Hned na začátku první světové války Baťa vyjednal zakázku na výrobu 50 000 párů vojenských bot, tzv. bagančat. Počet pracovníků i denní pracovní výkon rychle rostly. Stovkám mužů se pomocí práce v továrně podařilo vyhnout povolávacím rozkazům, protože firma vyráběla pro rakousko-uherskou armádu. K válečným poměrům patřilo také to, že v podniku pracovala skupina ruských válečných zajatců. Od roku 1914 do roku 1918 se počet Baťových zaměstnanců zvýšil desetinásobně.[zdroj?] Na konci války činila denní výroba téměř 6 000 párů obuvi a odhaduje se, že polovina armádních bot byla právě odsud. Byla zřízena vlastní koželužna a zakoupeny velkostatky pro zásobování dřevem a potravinami pro zaměstnance. Vlastní výrobou surovin firma ušetřila na nákladech. Ze stejného důvodu začala otevírat vlastní prodejny nejen ve Zlíně, ale po celém státě: v Praze, v Liberci, ve Vídni, v Plzni a dalších městech.

## Poválečná krize
Bezprostředně po skončení války byla firma postižena odbytovou, výrobní a finanční krizí, způsobenou ztrátou válečných dodávek, stagnujícím zahraničním obchodem a sníženou koupěschopností obyvatelstva. Na konci roku 1918 začala firma tuto krizi řešit tím, že zřizovala osobní účty svým zaměstnancům z jejich vlastních mezd a vkladů. Tato konta byla úročena 10% úrokovou mírou. Tyto naspořené peníze byly použity jako investice do provozního kapitálu, ačkoliv zaměstnanci si po udání důvodu mohli tyto účty vybrat. Toto řešení krize mělo jen dočasný charakter. V roce 1919 se začalo v Baťových závodech stávkovat. Baťa již nemohl tuto stávku potlačit, tak nechal založit odborové organizace, kam si mohli dělníci volit své zástupce. Krize vyvrcholila o rok později, kdy došlo k celonárodní dělnické stávce. To zapříčinilo vznik Komunistické strany Československa. Tovární sklady byly zaplněny zbožím, v něm uložený kapitál se nehýbal a chyběl. Proto se Tomáš Baťa rozhodl k odvážnému a důmyslnému kroku. Dvakrát snížil cenu obuvi, čímž chtěl vyprodat sklady. Nakonec snížil ceny o 50 % a mzdy o 40 %. Pracovníkům to vykompenzoval tím, že jim poskytl určité slevy (např. 50% zlevnění zboží ve firemním konzumu). Poloviční ceny působily jako magnet na zákazníky. Zásoby bot se výborně prodávaly a Baťa inkasoval deflací drahocenně zhodnocené peníze. Tímto opatřením prorazil krizové sevření, a jeho levné boty začaly ovládat trh. Čtyři písmena BAŤA se stala všudypřítomným symbolem odvážného a úspěšného podnikání. V roce 1923 měla síť prodejen Baťa již 112 poboček. V témže roce se Baťa rozhodl sestavit svoji kandidátní listinu ve volbách do obecního zastupitelstva s heslem „Chci pracovat pro všechny. Bojovat proti bídě.“ Volby vyhrál, získal 17 mandátů ze 30 a stal se starostou.
Spolu s americkými experty a svým polovlastním bratrem Janem Antonínem Baťou se v červenci 1924 zúčastnil Prvního mezinárodního kongresu o vědeckém řízení v Pantheonu Národního muzea v Praze (1. PIMCO, First Prague International Management Congress), kde přednesl zajímavý projev. Ve svém projevu 20. července 1924 mimo jiné také řekl: „Veliký pokrok ve výrobě založen jest na drobných zlepšeních projevujících se při každém kroku a pohybu dělníka. V továrně mají usilovati o pokrok ve výrobě po celých 28 800 vteřin, které pracovní den představuje, veškeří zaměstnanci, ovšem nejvíce podnikatel sám.“ V roce 1928 byl jmenován odborným členem moravského zemského zastupitelstva, kdy když se musel přidat k některé politické straně, tak se přidal k lidovcům.

## Plánovité hospodářství

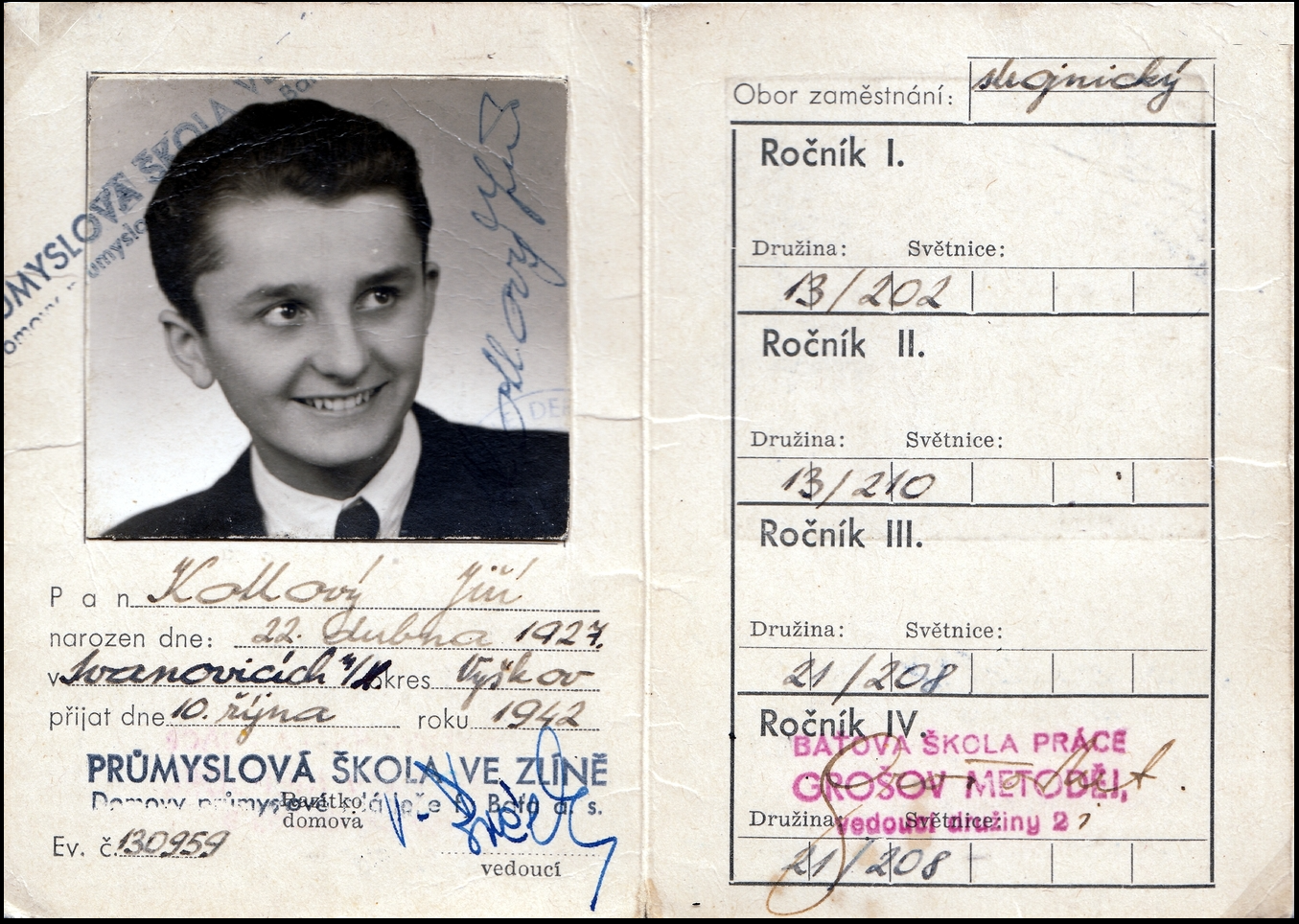
Průkaz studenta „Baťovy školy práce“ (průkaz vydán roku 1942)

Noví dělníci, kteří do Zlína přicházeli ve dvacátých letech 20. století za prací, byli okamžitě přijati na pracovní smlouvu do hlavní výroby, případně nastoupili dle vlastní specializace – stavaři, elektrikáři, chemici, atd. do dalších, nově tvořících se provozů firmy. Ti nejlepší z celého podniku měli možnost po pracovní době navštěvovat Baťovu školu práce k získání vyšší kvalifikace, vyšší odbornosti, mohli se věnovat výuce cizích jazyků. V této škole viselo Baťovo heslo: „Neříkej mi, že to nejde – řekni mi, že to neumíš“. To vše vedlo postupně k získávání řídicích a manažerských funkcí jak v Československu, tak i v nově zakládaných pobočkách po celém světě.
„Konejme jen takovou práci, která slouží veřejnosti. Obchod je služba lidu. Čím důkladněji pochopí obchodník tuto pravdu, tím více bude rozšiřovat okruh lidí, kteří budou stát o obchodní spojení.“
Baťa se začal v roce 1919 orientovat na zahraniční obchod. V zahraničí budoval obchodní síť prodejen. Prodával za ceny pod cenovou úrovní konkurence, čímž ji dokázal likvidovat. Výroba vzrůstala, na konci roku 1925 pracovalo v Baťově koncernu 5 200 zaměstnanců. V prvním sestaveném desetiletém plánu předpovídal denní výrobu 100 000 párů bot, ale tento plán byl po roce překonán téměř o dvojnásobek. Proto se začaly tvořit roční plány, které v sobě zahrnovaly plány veškerých oddělení výroby. Ty byly dále rozděleny na týdenní plány a ty pak na denní programy. Tudíž na každý den byl stanoven přesný obrat, kterého muselo být dosaženo.

### Samosprávné dílny
Další revoluční inovací bylo vytvoření hospodářských jednotek, které měly vlastní účet zisků a ztrát. Tyto samosprávné dílny tvořily základní buňku celého podniku. V čele stál mistr, který za vše nesl zodpovědnost. Každé oddělení (dílna), v pravém smyslu slova, kupovalo ve výrobním procesu od předcházejícího oddělení zboží, které po zpracování zase prodávalo následujícímu oddělení. Přitom si muselo pečlivě polotovary překontrolovat a převzít – jak je jednou převzalo, neodvolatelně odpovídalo za kvalitu. Tím Baťa ušetřil na kontrolorech, a přitom vyráběl ve špičkové kvalitě. Na tento systém navazoval systém správních budov, který fungoval na podobném principu.

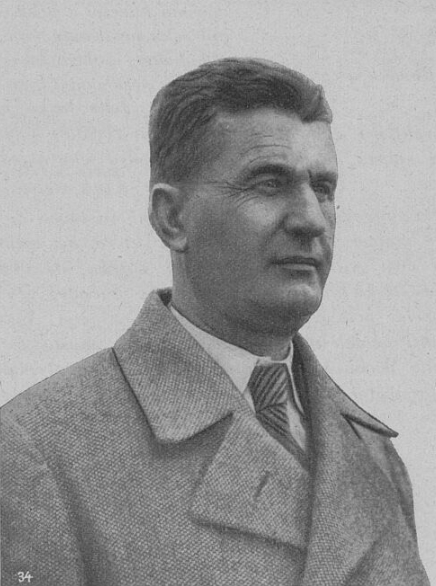
Tomáš Baťa (Letectví, březen 1932)

### Systém mezd

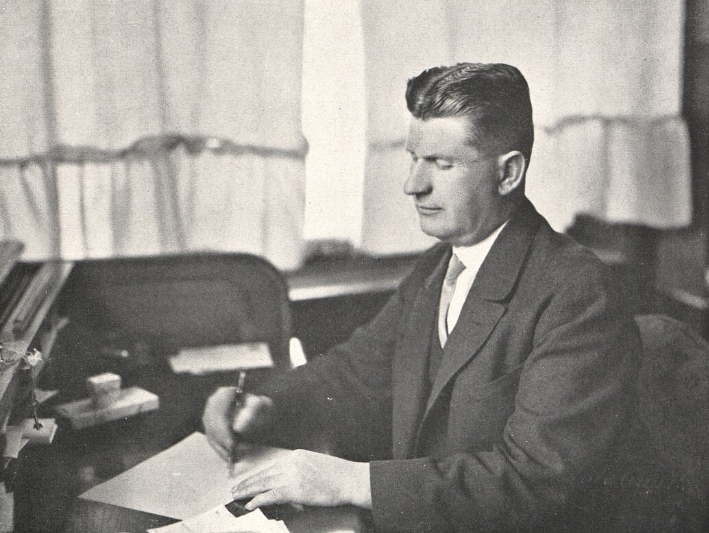
Tomáš Baťa při práci

Tomáš Baťa užíval čtyři základní druhy mezd:
- pevná mzda – brali technicko-hospodářští a administrativní pracovníci
- individuální úkolová mzda – dostávali dělníci na některých speciálních postech
- kolektivní úkolová mzda – pro dělníky v dílnách
- mzda účasti na zisku – pobírali někteří vedoucí pracovních úseků

Vždy na konci roku byla každému zaměstnanci přinesena knížka, do které se muselo napsat, kolik by si chtěl v příštím roce vydělat. Baťa prohlašoval: Jste moji spolupracovníci (výraz dělník nepoužíval) a mojí povinností je vytvořit vám takové podmínky, abyste si tyto peníze mohli vydělat.
Baťa byl čtvrtým nejbohatším člověkem v tehdejším Československu. Ačkoliv hospodářsky velmi pozvedl chudý kraj a dal lidem práci a vyšší životní úroveň, v očích komunistů byl jen kapitalistický vykořisťovatel. Ve 30. letech dvacátého století dělnický pěvecký soubor „Modré blůzy“ zpíval: „Copak v této republice, tu si Baťa fouká, však až přijde revoluce, ať se ztratit kouká“.
(V revolučních zvratech se pak ztratil až Jan Antonín Baťa, který za úzké spolupráce blízkých spolupracovníků, ředitelů firmy Dominika Čipery a Hugo Vavrečky, v letech 1932–1939 firmu řídil. V roce 1939 odešel do exilu, usadil se pak v Brazílii a do ČSR se již nevrátil. Po druhé světové válce byl v nepřítomnosti odsouzen k trestu odnětí svobody v délce trvání 15 let (těžký žalář). Teprve v roce 2007 byl Jan Antonín Baťa soudně plně rehabilitován.)
Typická byla také Baťova cena, která skoro vždy končila devítkou. Jednoduše 999 Kč vypadá opticky lákavěji než 1000 Kč, přitom jde o rozdíl pouhé jedné koruny.

## Expanze podniku

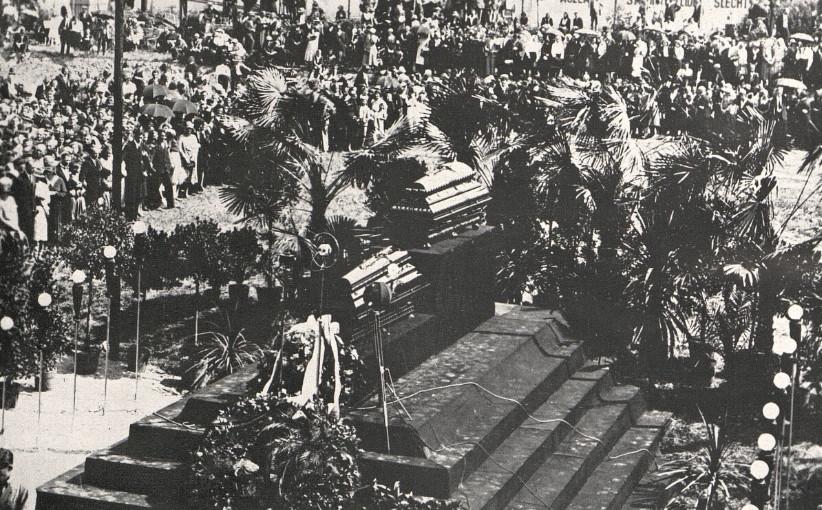
Pohřeb Tomáše Bati (na katafalku rakev Tomáše Bati, pod ní rakev šéfpilota Broučka)

V letech 1926–1928 vzrostl export obuvi a firma Baťa ovládala více než polovinu československého vývozu. Ve firmě došlo k zavedení pásové výroby, která byla používána v závodech Henryho Forda. Produktivita práce vzrostla o 75 % a počet zaměstnanců o 35 %. Čistý obrat firmy činil 1,9 miliardy předválečných korun. Koncem roku 1928 tvořila továrna komplex 30 budov. Koncern se rozrůstal a Baťa také podnikal v dalších sférách hospodářství (gumárenský, chemický, textilní, dřevařský průmysl a mnohé další). Baťa v roce 1931 vyráběl ve Zlíně, Otrokovicích, Třebíči, Bošanech, Nových Zámcích. Roku 1931 se rodinný podnik změnil na akciovou společnost BAŤA, se základním kapitálem 135 000 000 korun. Už dlouho předtím vznikaly dceřiné společnosti po celém světě, jako první byla Batadorp v Nizozemsku (1921) k tomu přibývaly továrny v Německu, Anglii, Polsku a mnoha dalších zemích. Vytvořil celou řadu výchovných i vzdělávacích organizací (Baťova škola práce). Ve Zlíně vzniklo vlastní filmové studio, které se zabývalo natáčením reklam na obuvnické výrobky. Později se ze studia staly známé Filmové ateliéry Kudlov a Filmové ateliéry Zlín. V letech 1924–1939 vstoupil koncern Baťa do letectví založením leteckého oddělení známého jako Baťova letecká společnost.

## Stav podniku Tomáše Bati v roce 1932
Tomáš Baťa zaměstnával 31 235 pracovníků (z toho 23 906 ve výrobě a 7 329 v prodejnách).
Jeho továrny byly v Československu (Zlín, Otrokovice, Třebíč, Krasice, Bošany, Nové Zámky) i v cizině (Německo, Polsko, Jugoslávie, Švýcarsko, Francie, Britská Indie). Baťova obuv se prodávala v 2 500 prodejnách (z nich bylo 1 840 v Československu a 660 v cizině).
Jeho zahraniční prodejny, továrny a sesterské společnosti působily v 54 zemích světa na čtyřech kontinentech:
- Evropa – 23 zemí: Jugoslávie, Nizozemsko, Dánsko, Polsko, Velká Británie, Německo, Francie, Rakousko, Rumunsko, Švédsko, Švýcarsko, Belgie, Finsko, Lucembursko, Maďarsko, Itálie, Litva, Lotyšsko, Estonsko, Malta, Kypr, Gibraltar, Kanárské ostrovy
- Asie – 10 zemí: Britská Indie, Holandská Indie, Malajsko a Singapur, Palestina, Sýrie, Irák, Aden, Siam, Čína, Francouzská Indočína
- Afrika – 17 zemí: Egypt, Súdán, Belgické Kongo, Jihoafrická Unie, Francouzské Somálsko, Alžírsko, Tunisko, Maroko, Senegal, Zlatonosné pobřeží, Nigérie, Kamerun, Keňa, Tanganyika, Uganda, Habeš, Libye
- Amerika – 4 země: USA, Kanada, Trinidad, Brazílie

## Smrt, let do Möhlinu

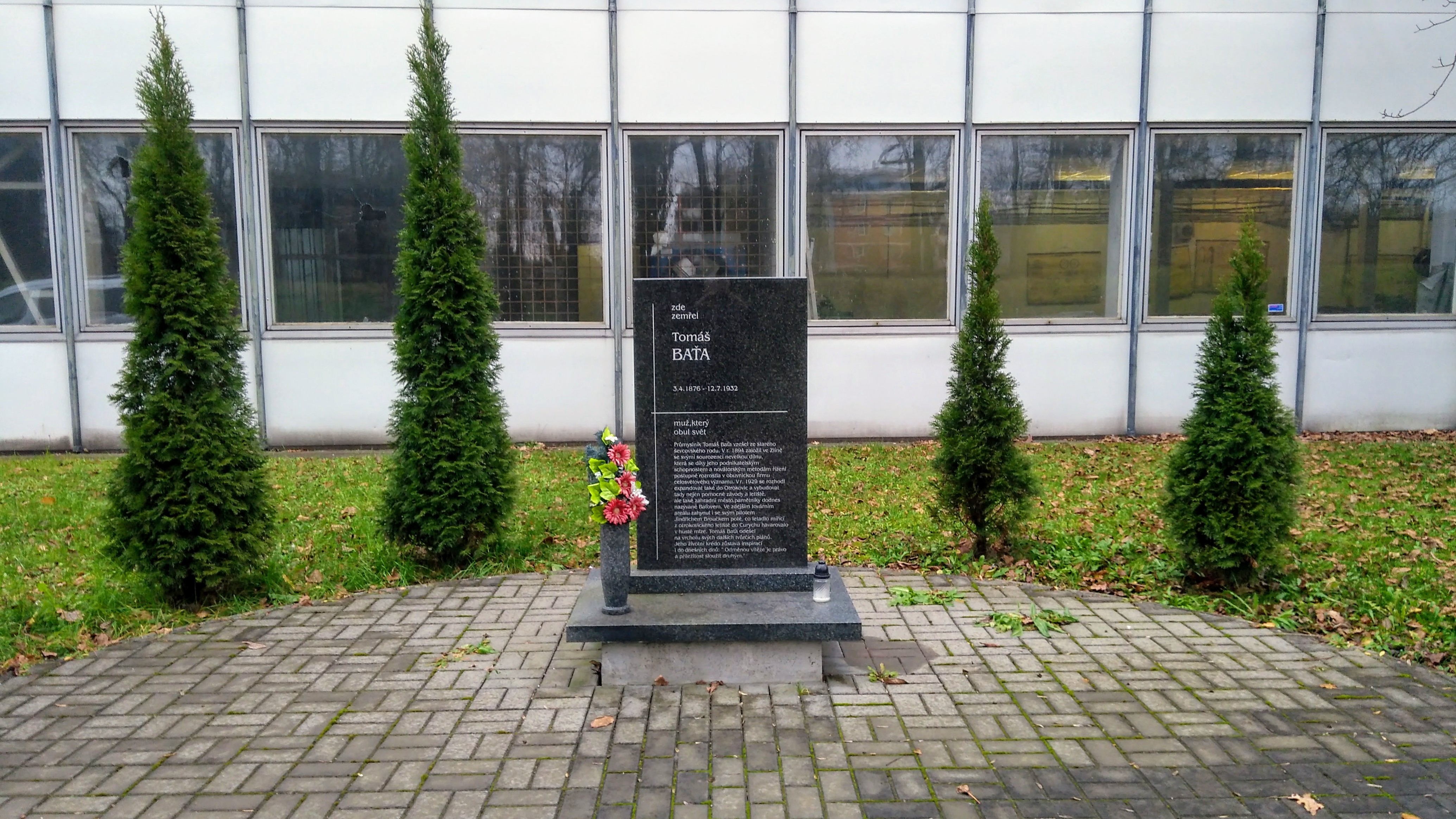
Pomník v místě havárie

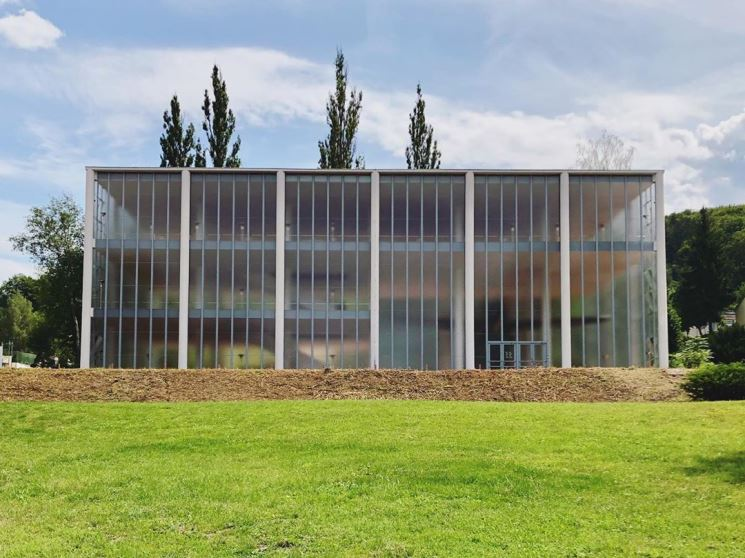
Památník Tomáše Bati

Dne 12. července 1932 Tomáš Baťa zahynul spolu se svým pilotem Jindřichem Broučkem při letecké nehodě, když ve svém osobním letadle Junkers F 13 letěl do Švýcarska, aby se zúčastnil otevření nové pobočky v městečku Möhlin na břehu Rýna, kde byl přezdíván „Der tschechische Schuhkönig“. Ve Švýcarsku pobýval v té době také jeho jediný syn Tomáš Baťa ml., který se nechtěl do Zlína vrátit. Zamýšlel se usadit v Severní Americe. Jeho otec, Tomáš Baťa, před jeho vycestováním do Severní Ameriky, ho chtěl ještě vidět a zvrátit jeho rozhodnutí. V té době, kdy vrcholila velká hospodářská krize, měla firma Baťa pobočky již ve více než 60 státech. Vznik poboček v řadě zemí, kupř. i v Möhlinu, byl iniciován především zvyšováním dovozních cel a ochranou místních trhů vládní politikou. Koncern Baťa v Möhlinu získal pozemky o výměře 24 hektarů za výhodnou nabídku 1 franku za metr čtvereční, což svědčí o renomé českého průmyslníka a také o faktu, že na 2800 obyvatel zdejší obce připadalo 100 nezaměstnaných. Celý průmyslový areál i se službami a kolonií domků byl dokončen v 50. letech a s výrobou bot se zde skončilo až v roce 1990.
Tomáš Baťa do Möhlinu startoval z firemního letiště v Otrokovicích. Let byl kvůli mlze o 1 hodinu odložen. Baťa trval na odletu, a při tom tvrdil, že je jeho přílet na 10. hodinu oznámen do Curychu. 8 minut před 6. hodinou ráno letadlo odstartovalo. Letadlo spadlo z výšky kolem 20 až 30 m poblíž továrny na Bahňáku.
1. verze: pilot pozoroval elektrické vedení, které probíhalo nad areálem Bahňák, když se mu snažil vyhnout, zachytil o roh buď papírny, nebo pily.
2. verze: letadlo bloudilo v mlze několik minut nad Napajedly, ale pilot se nedokázal zorientovat, snad se i pokusil nouzově přistát.

Tomáš Baťa tragicky zahynul cca 15 metrů od ohrady továrny na Bahňáku, pilot Brouček byl také nalezen mrtev, přičemž v rukou ještě svíral knipl letadla, jakoby chtěl do poslední chvíle zabránit tragédii.
Tomáš Baťa ještě před osudnou havárií svého letadla unikl několikrát smrti. Poprvé v roce 1911 (na dušičky), kdy měl autonehodu (srazil se s povozem) u Malenovic, a ze které pochází jizva na pravé straně čela. Tehdy byl operován ve Vídni. V roce 1917 dostal zánět žil dolních končetin, kdy jej málem „usmrtily“ křečové žíly, které si způsobil dlouhým chozením s plnou nůší kůží na zádech v počátcích podnikání.

### Ohlasy po smrti
Karel Čapek o Baťovi napsal v Lidových novinách:
„Jiní a povolanější vám v těchto dnech připamatují Tomáše Baťu jako organisátora, dobyvatele a budovatele z nejúspěšnějších; rád bych na něm vyzvedl stránku skromnější, i když bez ní by nebyl tím velkým Baťou. Byl to muž; byl z lidí, kterým se oblíbeným rčením říká muž stoprocentní. Silný a snad trochu bezohledný; a především optimista. Muž naprosto nepodlomený jakoukoli nedůvěrou v sebe; člověk nerozpolcený, který nemele naprázdno, ale silnými zuby překusuje problémy, které leží v linii jeho zájmu. Přetnout gordický uzel je výkon málo subtilní, ale otvírá cestu tomu, kdo se nechce nechat zastavit.“
Na pohřbu Tomáše Bati pronesl smuteční řeč jeho polorodý bratr a nástupce ve firmě Jan Antonín Baťa. Zde je ukázka jeho smuteční řeči:
„Spolupracovníci! Padl… Nejlepší z nás padl, oběť naší práce. Naše velká pracovní rodina ztratila svého zakladatele, budovatele a vůdce. Tělu svého vůdce vzdáváme dnes poslední poctu. Jeho duch však zůstává mezi námi, uprostřed jeho a našeho díla, protože ten duch žije v nás: duch jeho práce, jeho nadšení, jeho obětavost a píle zůstane nám pro věky příkladem. Pracujeme společně na velkém díle. Toto dílo nám odkázal zesnulý Tomáš Baťa ve své závěti…“
V podnicích Tomáše Bati v roce 1932 mělo obživu třicet tisíc zaměstnanců, firemní továrny a prodejny se rozkládaly na čtyřech kontinentech. Ve Zlíně naproti továrnímu kolosu stálo Náměstí Práce s dvěma obchodními domy, sociálním ústavem, hotelem a kinem (největší biograf ve střední Evropě), skoro hotová byla školní čtvrť, přibývaly internáty a pavilony v nemocnici, město lemovaly zahradní čtvrti s jeden a půl tisícem domků pro zaměstnance. Ve své závěti z května 1931 TB učinil dílčí majetkové odkazy manželce Marii a synu Tomášovi. Převody akcií firmy se úředně projednávaly od července 1932 do června 1933. Komplikované řízení bylo uzavřeno na půdě ministerstva financí. Akcie firmy Baťa byly evidovány na jméno nevlastního bratra J. A. Bati a o jejich vlastnictví přesto, že závěť Tomáše Bati st., jednoznačně určila vlastníkem fy BAŤA jeho nevlastního bratra, Jana Antonína Baťu, se později vedly spory. 
Firmu řídili po roce 1932 tři lidé: současně s majitelem a šéfem Janem Antonínem Baťou, to byli Dominik Čipera (organizace a řízení, finance) a Hugo Vavrečka (export, obchodní a hospodářská diplomacie). Rozvoj firmy Baťa plynule pokračoval ve všech směrech. V roce 1933 byl postaven památník Tomáše Bati – stavba patří k vrcholnému dílu zlínského funkcionalismu, Baťův kanál – rozšíření a prodloužení vodní cesty až do Otrokovic s částečným využitím i řeky Moravy (každý den na stavbě pracovalo na 800 dělníků, práce se prováděly ručně, bez použití mechanizace), od r. 1939 výstavba rodinných domků na Lesní čtvrti atd. Neodmyslitelnou součástí Baťovy tradice patřilo i do té doby jedinečné, logicky navazující provádění číslování postavených čtvrtdomků a půldomků tak, jak se v jednotlivých ulicích postupně domky dostavovaly. Založil se tím jedinečný a přehledný systém logistiky i orientace. Další významná stavba Baťův mrakodrap (1938) nesla přívlastek „nejvyšší betonová stavba Evropy“. Mrakodrap byl správním a administrativním centrem podniků Baťa, následně po druhé světové válce se stal administrativním a řídícím centrem nástupnických podniků SVIT. Od roku 2004, po rozsáhlé rekonstrukci celé budovy 21, zde sídlí Krajský a Finanční úřad Zlínského kraje. Budova je Kulturní památkou ČR.

## Ve filmu
Osobnosti Tomáše i Jana Antonína Bati, způsob jejich podnikatelského uvažování i expanzi firmy do celého světa zachycuje dokument Baťa, první globalista (slovensky BATAstories) slovenského dokumentaristy Petera Kerekese z roku 2018.

## Baťa a Otrokovice
Tomáš Baťa už od mládí Otrokovice dobře znal, hlavně zdejší nádraží, protože tudy často cestoval. Nasedal tu do vlaků, aby se dostal k zákazníkům, mířil odtud do stále vzdálenějších končin ve světě. A tak se Otrokovice objevily r. 1928 na Baťově vizi výhodnějšího propojení československého území v podobě železniční trasy Praha – Česká Třebová – Kroměříž – Otrokovice – Zlín – Púchov – Žilina – Košice. V Otrokovicích si toho hned všimli a obecní zastupitelstvo schválilo 6. července 1929 rezoluci na podporu tohoto záměru. A právě v této době bylo jasné, že spojení zlínského šéfa s Otrokovicemi bude pevnější, než se doposud zdálo. Baťovi bylo ve Zlíně už těsno, jeho nové aktivity se přelévaly do okolí – a obracely se také k Otrokovicím. Baťův přítel Hugo Vavrečka na něj naléhal, aby se zavčas postaral o získání prostoru pro další růst podniku. A tak se Baťa rozhlížel po okolí. Obracel pozornost k řece Moravě a k Otrokovicím a hledal zde příležitost k zakoupení pozemků. Největší rozlohy půdy v otrokovickém katastru náležely k napajedelskému velkostatku. Po několika pokusech nakonec napajedelská paní byla připravena odprodat za 6 000 000 Kč komplex pozemků na katastrech Otrokovic a Tlumačova. Firma Baťa tak odkoupila 468 ha pozemků: z toho 288 ha se rozkládalo na otrokovickém katastru a 180 ha patřilo Tlumačovu. Baťa tak získal rovinatý terén podél levého břehu řeky Moravy, kde bylo historicky hodně močálů, a tak se těmto místům říkalo Bahňák. Když Baťa otrokovický Bahňák kupoval, stály na těch pozemcích koňské stáje zvané Menšov. Na Bahňáku jako první přišla výstavba nového letiště. Otrokovické letiště otevíralo firmě Baťa celý svět a z různých koutů sem mířili i významní návštěvníci. Letiště však bylo po roce uzavřeno, konkrétně k 15. září 1930 a chystalo se jeho přeložení o něco jižněji (více k Napajedlům). Důvodů pro přeložení bylo hned několik, například že letiště by dlouho nevyhovovalo rychle vzrůstajícím nárokům na délky rozjezdových drah. Na jaře 1931 se tak budovalo letiště nové. V prosinci 1931 odtud startoval T. Baťa na svou dalekou cestu do Indie (dosud nejdelší let v historii československého letectví) a v roce 1932 i na svůj poslední let. V lednu 1936 letiště získalo veřejný statut a mohlo se otevřít pravidelným linkám.
Počátkem září 1930 se začal na Bahňáku stavět tovární areál. Všichni zaměstnanci, pracující na Bahňáku, tam byli rovněž ve společných noclehárnách ubytováni. Byly tam závodní kuchyně, kde bylo vše za stejně nízké ceny jako ve Zlíně. První etapa výstavby na Bahňáku však skončila živelní pohromou, jelikož 28. října 1930 zasáhla povodeň a zaplavila celé staveniště (do rozvodněné řeky Morava dorazila i další vodní vlna z řeky Dřevnice, která se po předchozí průtrži mračen na Vizovicku přelila přes hráze do staveniště. Po velké povodni v roce 1997 se ochranné hráze opět zvyšovaly a zpevňovaly). Stavební materiál v ceně několika milionů byl zničen a odplaven. Baťa, jakožto zlínský starosta, začal neprodleně jednat. Jako člen Moravskoslezského zemského zastupitelstva předložil tomuto orgánu v prosinci 1930 svůj návrh nazvaný Základ pro úpravu vodního hospodářství na Moravě, který byl schválen. Úpravami řeky Moravy chtěl zlepšit její využití pro zavlažování a říční dopravu.
Baťovy záměry a úvahy o Bahňáku byly touto živelní pohromou velmi poznamenány. Nebylo jednoduché začít znovu. Výstavba se znovu rozběhla r. 1931 s novým elánem. Blízký kopec se využil jako zdroj potřebné hlíny pro zlikvidování původních bažin okolo Moravy a zpevnění podloží pro výstavbu jak dělnických domků, tak i společenských a prodejních budov. Potřebná hlína se dopravila z kopce pomocí vody a širokých dřevěných koryt, voda se průběžně odváděla. Výstavba na Bahňáku přitahovala pozornost a k uskutečnění velkých plánů přispěl i J. Hlavnička, jelikož uměl velmi dobře jednat s lidmi a získávat je pro obtížné úkoly. V letech 1931–1936 zde vyrostl rozlehlý tovární areál s desítkami budov. Od roku 1931 se také stavěly pro zaměstnance byty v rodinných domcích, ty se staly novým domovem pro stovky rodin. Zajistit bydlení pro zaměstnance už zkrátka patřilo k Baťově politice. Přibylo obchodní a společenské centrum se dvěma obchodními domy, dvěma školami, hotelem (1932–1939). Bylo vytvořeno nové zahradní město – říkalo se mu tradičně Bahňák, anebo také Baťov.
Baťův první obchodní dům byl na Bahňáku otevřen r. 1932. Výstavba hotelu bylo dokončena koncem dubna r. 1936 a souběžně byl vystavěn i nový obchodní dům (projektovaný dle V. Karfíka). V roce 1935 byla otevřena Obecní škola a r. 1938 Měšťanská školy (opět V. Karfík). V červenci 1938 bylo otevřeno koupaliště (V. Karfík) a v letech 1938–1939 vyrostl dle jeho návrhu dům s obchody a byty jako přístavba obchodního domu, a tím získala zástavba nového centra konečnou podobu.
Továren i obytných čtvrtí rok za rokem přibývalo – rostlo tu Baťovo tovární město. Objevil se i záměr přejmenovat na Baťov celé Otrokovice. Zdejší zastupitelstvo požádalo o tuto změnu v červnu r. 1933, avšak neúspěšně. V listopadu 1936 byl návrh nastolen znovu spolu s žádostí o povýšení Otrokovic na město, avšak opět neúspěšně. Ani v srpnu a prosinci roku 1937 nebylo žádosti vyhověno. K úřednímu přejmenování celých Otrokovic na Baťov nakonec přece jen došlo, ale bylo v platnosti pouze od července 1939 do dubna 1946.
Tomáš Baťa dokázal to, že od roku 1929, co poprvé vkročil na půdu otrokovického Bahňáku, tak i se svým nevlastním bratrem a pokračovatelem J. A. Baťou za deset let podnikatelského působení, změnili toto místo k nepoznání. Na letiště přistávala letadla z celého světa. Rozlehlý tovární areál kypěl prací a zajistil pracovní místa tisícům lidí. V přilehlých zahradních čtvrtích stálo přes 320 novostaveb rodinných domů, které se staly domovem tisíců obyvatel. Pracovní příležitosti, které fy Baťa poskytovala, lákaly mnoho lidí a tak se úplně měnil profil celé obce. Počet obyvatel stoupl mezi r. 1930 a 1938 na čtyřnásobek. Otrokovice sice stále neměly městský status, ale s nově vybudovaným baťovským areálem už překročily mnohá města.

## Baťa a Praha

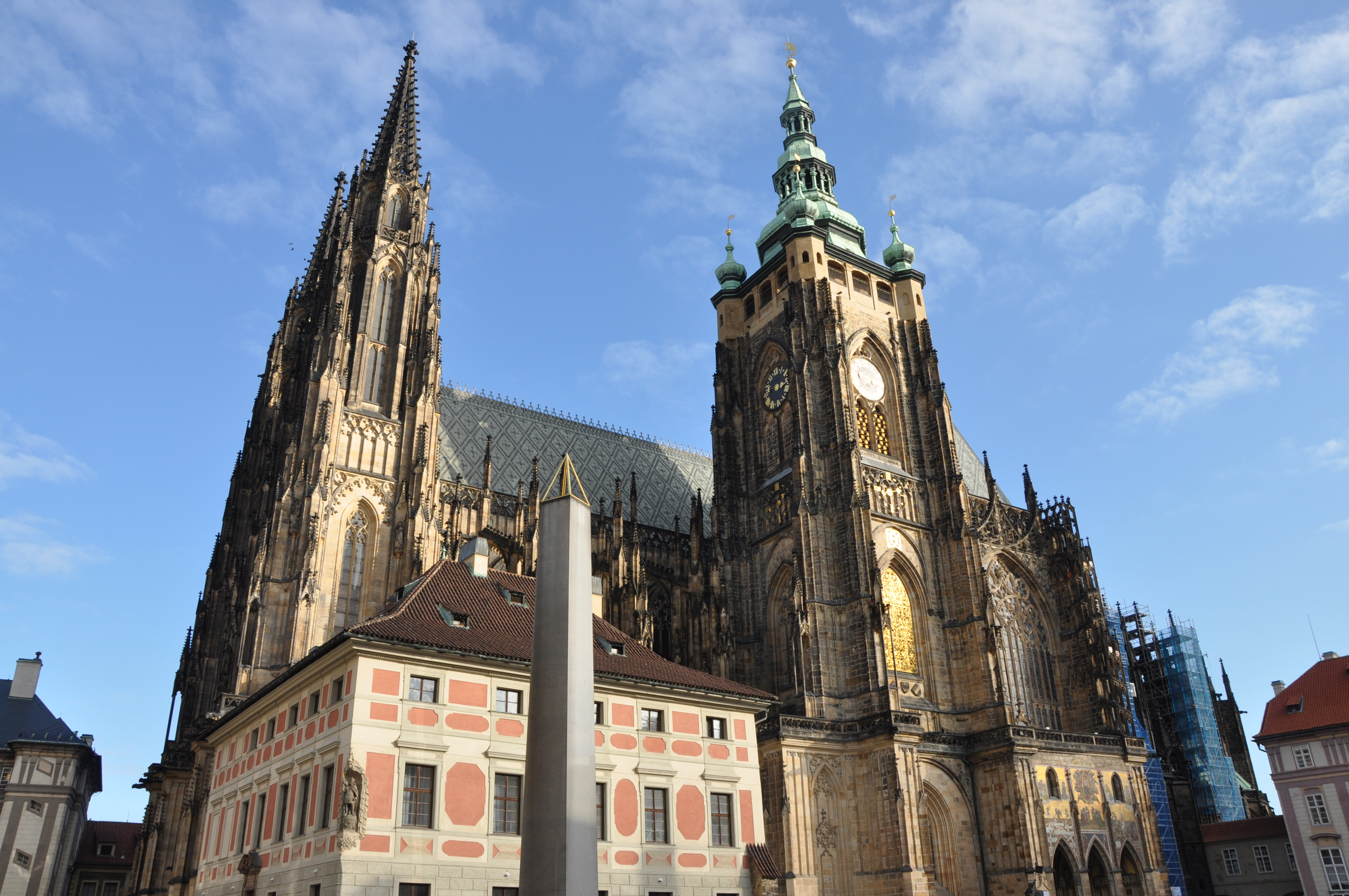
Věžní hodiny katedrály (rok 2010)

Dostavba Katedrály svatého Víta, Václava a Vojtěcha na Pražském hradě byla dokončena v roce 1929 při příležitosti oslav tisíciletého výročí zavraždění svatého Václava. Dostavbu chrámu řídil Kamil Hilbert. Při slavnostním otevření na věži stále chyběly starobylé hodiny, které ležely ve skladu už od roku 1895. Tomáš Baťa reagoval na upozornění Františka Horálka a postaral se o to, aby se „svatovítský orloj“ na věž vrátil. Díky jeho financím začaly opravené hodiny odbíjet čas v předvečer svátku sv. Václava v roce 1930, tedy jeden rok po dostavbě chrámu.